# Pseudomaenas staudei
Pseudomaenas staudei là một loài bướm đêm trong họ Geometridae.